# Volfířovský potok
Volfířovský potok je přítokem Moravské Dyje. Délka jeho toku je 11,4 km. Plocha povodí měří 26,32 km².

## Průběh toku
Pramení v přírodním parku Javořická vrchovina v rybníku "U Osičí" nedaleko vsi Velká Lhota v nadmořské výšce 604 m n. m., přibližně 1 km jihovýchodně od obce Radlice se do něho vlévá Radlický potok, u obce Volfířov se do něho vlévá Řečický potok. Teče převážně jižním nebo jihovýchodním směrem. V obci Toužín se vlévá do Moravské Dyje.

## Fotogalerie

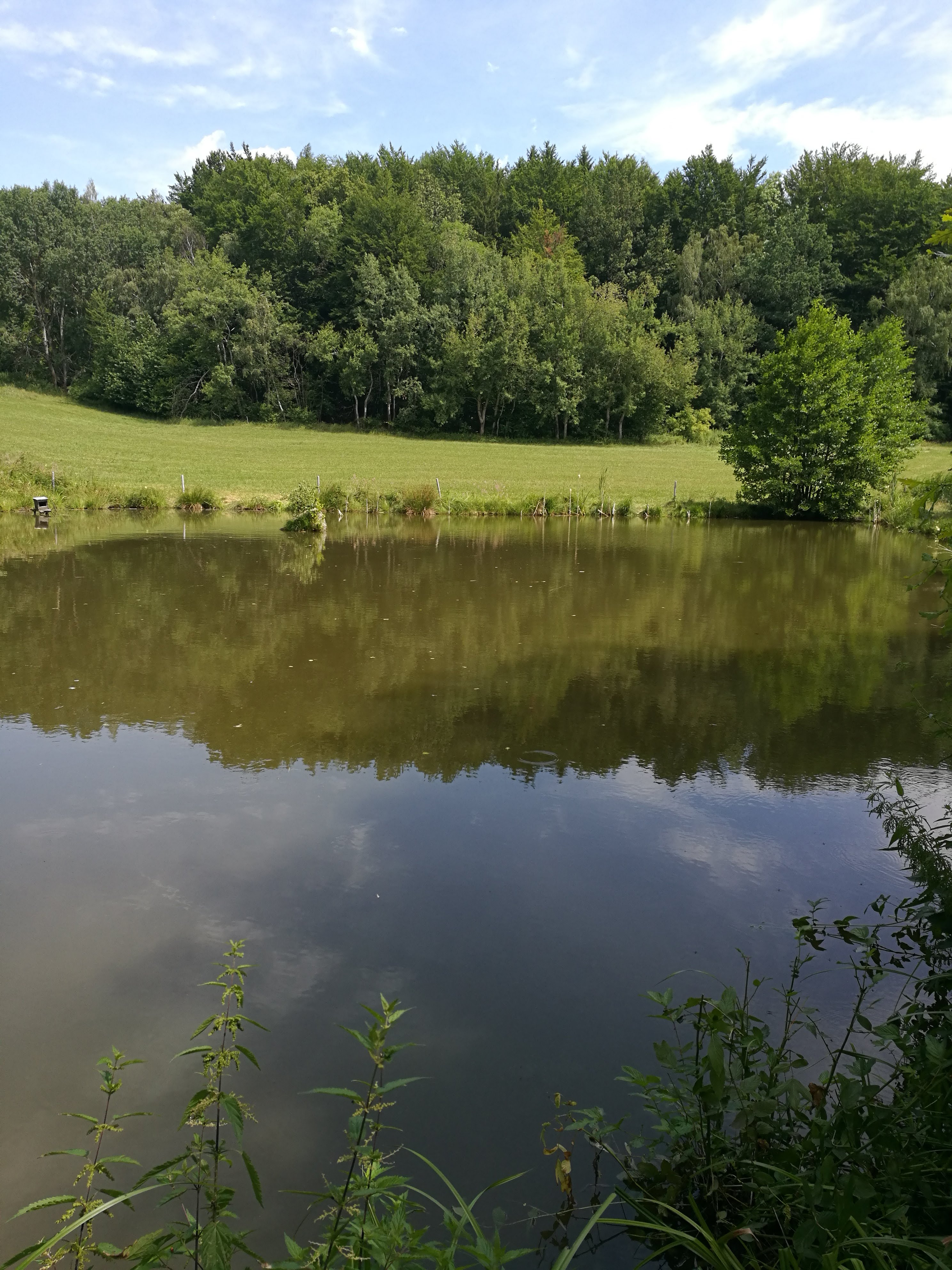
Pramen potoka pod hrází rybníka "U Osičí"
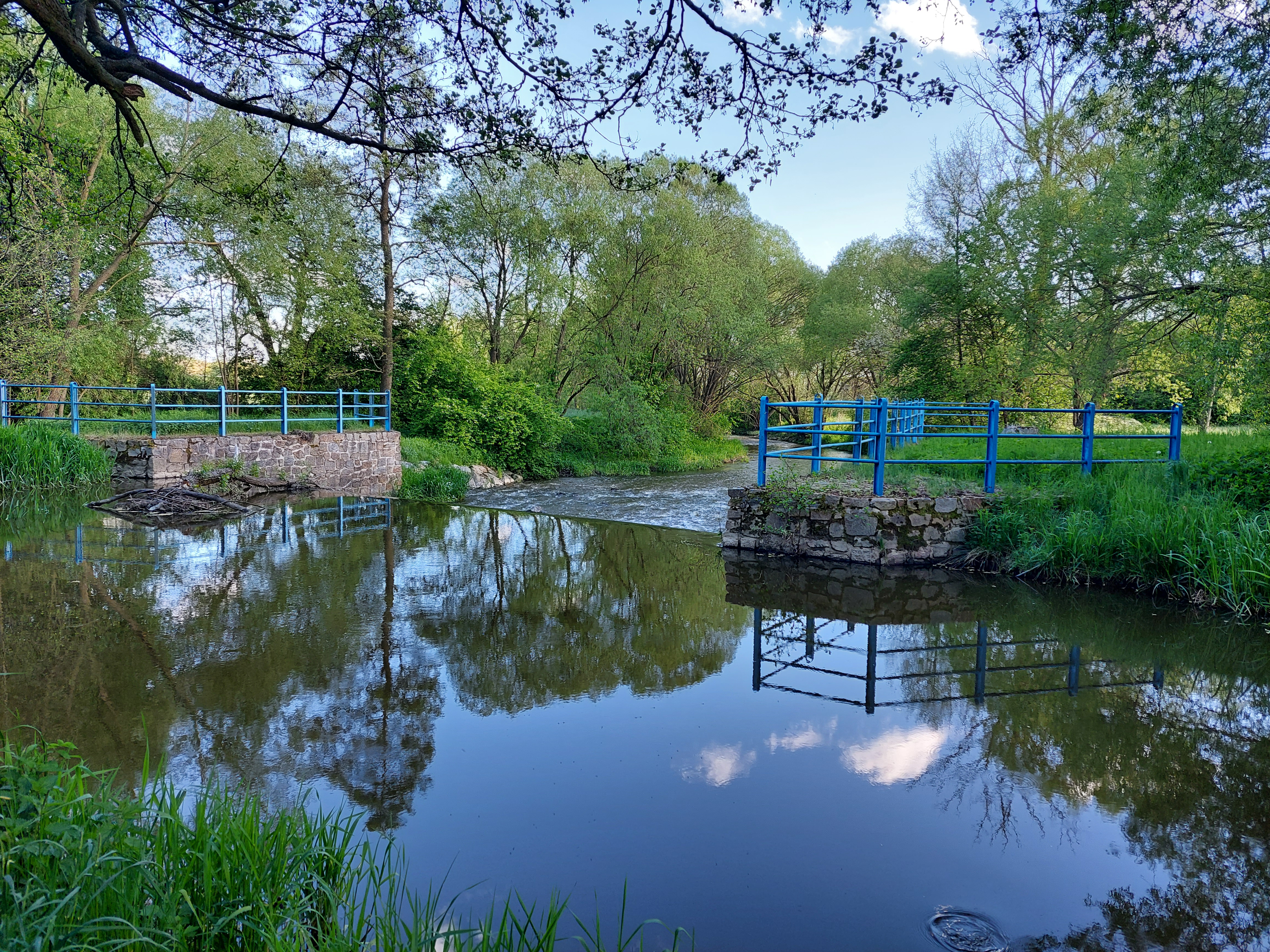
Soutok Volfířovského potoka a Moravské Dyje v obci Toužín